# Nulle et Grande Gueule
Cet article possède un paronyme, voir Big Mouth.
Nulle et Grande Gueule (Big Mouth & Ugly Girl) est un roman américain de Joyce Carol Oates publié en 2002 aux éditions HarperCollins.
Il paraît en France aux éditions Gallimard Jeunesse la même année, traduit par Claude Seban.
Il est régulièrement étudié en enseignement de "littérature étrangère", en version originale, en classe de première et terminale littéraire en France.